# Багира (группа)
Багира — российская хеви-метал/грув-метал группа из города Казань, основанная в 2011 году Аллой Булгаковой и Александром Шадровым.

## История
Группа образовалась в 2011 году в Казани. В её первый состав входили вокалистка Алла Булгакова, гитарист Александр Шадров, басист Игорь Завадский и барабанщик Руслан Камалов. В этом же году она дебютирует с трёхпесенным EP «Танцуют пули», треки которого позже войдут в первый LP-альбом «Амнезия», изданным на лейбле CD-Maximum, и начинает выступать в разных городах России. «Амнезию» заметили не только в России и странах СНГ, но и за рубежом. Рис Стивенсон на Global Metal Apocalypse пишет: 
"It's always tricky to listen to metal music when the lyrics are non-English, on the other hand it does offer an interesting way to learn that language and in this instance Russian is that language. Two years ago the classic Heavy metal group Багира (Bagira) unveiled their debut album Амнезия and as you indulge in the flavors of this Tatarstan-based metal band you get the sense that they will be a big hit in Eastern Europe, not to mention Russia itself. Амнезия may prove a challenge to those who do not know Russian but beyond the language barrier is a band who delivers everything you would expect from a Heavy Metal album: majestic vocals delivered by the sensational Alla Bulgakova, whilst the erotic riffs shed out by guitarist Alexander Shadrov and bassist Ildar Nigmatullin are backed up by solidarity of the drumming by Ruslan Kamalov. Make no mistake they may not be well known, but Christ is this album an absolute gem, a must have for any fan of classic metal."
В 2013 году на лейбле FONO Ltd издаётся второй номерной альбом Багиры — «По крови зари».
В 2017 году увидел свет третий студийный альбом Багиры — «Шрамы».
Группа успешно выпускает кавера, ряд синглов — «Тень» (2018), «Основной инстинкт» (2018), «Зоопарк» (2018) и англоязычный EP «From Russia with Groove» («С грувом из России»), после чего в 2020 году группу покинул Глеб Воденников.
После ухода Воденникова группа уже с одним гитаристом в составе выпускает синглы «Сезон охоты» (2020), «Guardian Angel» (2020), «Брат на брата» (2020), «Табу» (2020), «Рок-н-ролла больше нет» (2021) и «Ничего святого» (2021).
27 июля 2021 года вышел четвёртый альбом, получивший название «И грянет гром».
В 2024-м году группа выпустила пятый альбом с названием "Хаос и тьма".

## Состав

### Нынешние участники
- Алла Булгакова — вокал (с 2011)
- Александр Шадров — гитара (с 2011)
- Риваль Закиров — бас-гитара (с 2014)
- Булат Садреев — ударные (с 2016)

### Бывшие участники
- Глеб Воденников — гитара (2013—2020)
- Руслан Камалов — ударные (2011—2016)
- Ильдар Нигматуллин — бас-гитара (2012—2014)
- Игорь Завадский — бас-гитара (2011—2012)

## Дискография

### Альбомы
- Амнезия (2011, CD-Maximum)
- По крови зари (2013, FONO Ltd)
- Шрамы (2017, FONO Ltd)
- И грянет гром (2021, FONO Ltd)
- Хаос и тьма (2024)

### Мини-альбомы
- Танцуют пули (2011)
- From Russia with Groove (2019)

### Синглы
- Тень (2018)
- Основной инстинкт (2018)
- Зоопарк (2018)
- Сезон охоты (2020)
- Guardian Angel (2020)
- Брат на брата (2020)
- Табу (2020)
- Рок-н-ролла больше нет (2021)
- Ничего святого (2021)
- Держать лицо (2021)